# Гімназія «Світоч»

Гімназія «Світоч»

Гімназія «Світоч» — гімназія Вільнянського району Запорізької області. Місце розташування — м. Вільнянськ.

## Історія
Вільнянська гімназія «Світоч» заснована спочатку як загальноосвітня школа І—ІІІ ступенів 28.12.1977 року. Первинний педагогічний склад — 68 вчителів. Четверо з них працюють і зараз.
Це: Стефаненко Т. В., Зарубіна Л. О., Романенко Г. П., Юдицька Л. І. Заклад очолив Шалда Г. М.
Перші дві медалі отримали Груша Таня та Кравченко Лариса в 1978 році. Найбільш «урожайними» на медалі були роки — 1991 — 11 медалістів та 1996 — 14 медалістів.
Найбільших здобутків досягли випускники 2003 року: Супруненко Олександр — 4 роботи стали призерами обласної МАН; Буга Тетяна — 3 роботи стали призерами обласної МАН. Єдині в районі призери МАН з математики: Ніколенко Олександр, Пихтєєв Василь, Панасенко Євген, Молчанов Олександр. Їх підготувала заслужений учитель України — Хмара Людмила Леонідівна.
І місце в обласному турі конкурсу «Краса і біль України» посіла випускниця 2005 року Полевіченко Марія (керівник — Вайновська М. К.)
Кожного року учні гімназії стають призерами районних олімпіад з базових дисциплін та приносять призові місця району в обласному етапі Всеукраїнських олімпіад.
Найбільша кількість випускників була в 1979 році — 111. За 30 випусків заклад закінчили 2232 учнів.
14 вересня 1999 року на базі СШ № 4 був створений НВК «Світоч», до якого входили: д/з «Дзвіночок», загальноосвітня школа І ст., гімназія, філія підготовчого відділення ЗДУ.
14 липня 2004 року на базі НВК «Світоч» та ЗОШ № 4 була створена
Вільнянська гімназія «Світоч» Вільнянської районної ради Запорізької області.
Директором закладу нового типу стала Тамара Василівна Стефаненко — Відмінник освіти України, Лауреат міжнародного освітнього фонду імені Ярослава Мудрого.
У 2005 році хор «Світоч» став лауреатом обласного огляду художньої самодіяльності. Керівник хору, Микола Митрофанович Юдицький, сам пише пісні, виконує аранжування творів. Серед вокалістів є лауреати обласного огляду — Костенко Анна — гран-прі 2004 року; Атоян Ованес — лауреат 2004 року; ансамбль «Акцент» — лауреат 2004 року. За цей час сотні вихованців «Світоча» та шкіл міста пізнали себе в танцювальному жанрі Зразкового танцювального колективу «Фортуна» (Керівник — Юнацька І. В.)
«Фортуна» — учасник та неодноразовий переможець районних, обласних Всеукраїнських конкурсів.

## Станом на 2011 р
Гімназія налічує:
- понад 500 учнів;
- педагогічний колектив у складі 48 вчителів, з них:

27 спеціалістів вищої категорії;
11 спеціалістів першої категорії;
7 спеціалістів ІІ категорії;
3 спеціалісти;
18 мають звання «Вчитель-методист»;
6 — звання «Старший вчитель»;
Заслужений вчитель України, лауреат, к.п.н., доцент — М. К. Вайновська.
Директор закладу — Тамара Василівна Стефаненко, педагог з 36-річним стажем, вчитель вищої категорії, Вчитель-методист, Відмінник освіти України, Лауреат міжнародного освітнього фонду імені Ярослава Мудрого.

## Музей освіти (у Вільнянській гімназії «Світоч»)
Поштовхом для створення такого музею стала краєзнавчо-пошукова експедиція «Земля моя — Вільнянський дивокрай». У результаті було зібрано багатий матеріал, який систематизували по розділах — козацька доба, розвиток освіти в ХІХ—ХХ
століттях, міжвоєнний період (1918—1941), відродження, розбудова школи, освіта в незалежній державі. Першу кімнату музею було обладнано до
80-річчя утворення Вільнянського району наприкінці 2004 року. В експозиції представлено унікальні експонати, приміром, карта євро-
пейської частини Росії 1911 року, де означені освітні заклади того часу;
чорнильниця козацької доби, перо зразка 1778 року; ретро-парта; старий
дерев'яний пенал; старі зошити і підручники, учнівська форма, а також твори Д. І. Яворницького, Я. П. Новицького та інших авторів; історичні фото-
знімки, документи, особисті речі освітян.
Пізніше було відкрито й Кімнату Слави, призначення якої яскраво символізує стенд «Їхні імена не повинні розчинитися в часі». Це щемний літопис про освітян — учасників Великої Вітчизняної війни.
При музеї діє гурток юних екскурсоводів.